# Réserve intégrale Badger Creek
La réserve intégrale Badger Creek (anglais : Badger Creek Wilderness) est une aire sauvage de 113,9 km2 située dans l’Oregon au nord-ouest des États-Unis. Créée en 1984, elle est située à l’est du mont Hood au sein de la chaîne des Cascades.
Il s’agit d’une des six aires sauvages situées à l’intérieur de la forêt nationale du Mont Hood. Les autres se nomment Mark O. Hatfield, Salmon-Huckleberry, Mont Hood, Mont Jefferson et Bull of the Woods.

## Géographie
L’altitude varie entre 600 et 1 989 m au niveau du sommet de la Lookout Mountain. Les précipitations annuelles peuvent atteindre 2 000 mm à l’ouest et 500 m à l’est. Les trois ruisseaux qui s’écoulent dans l’aire sauvage sont le Badger, le Little Badger et le Tygh.

## Milieu naturel
Les hauteurs de la zone protégée abritent un écosystème subalpine. Les fleurs sont représentées par le Pinceau indien, l’Erythrone à grandes fleurs. Plus à l’est, où le climat est plus sec, se trouvent le Pin ponderosa et le Chêne de Garry,.

### Référence
1. ↑  (en) Northwest Regional Wilderness Area Directory
2. 1 2  (en) William L. Sullivan et Paula Thurman (éditeur), Exploring Oregon's Wild Areas, The Mountaineers Books, 2002, 3e éd. (ISBN 0-89886-144-6 et 978-0898861440)
3. 1 2  (en) Badger Creek Wilderness - Wilderness.net